# إليزابيث هاميلتون
إليزابيث هاميلتون هي مبارزة بالسيف كندية، ولدت في 1919، وتوفيت في 30 يناير 2011.

## وصلات خارجية
- إليزابيث هاميلتون على موقع أوليمبيديا (الإنجليزية)